# پت اپلیارد
پاتریشیا سی کوین (انگلیسی: Pat Appleyard؛ زادهٔ ۲۳ آوریل ۱۹۲۷) راننده مسابقه‌ای رالی اهل انگلستان است که بیشتر با نام همسر سابق خود پت اپلیارد شناخته می‌شود ، او دختر بنیانگذار‌ جگوار کارز، ویلیام لیونز است.